# Earth & Fire
Earth & Fire war eine niederländische Popgruppe der 1970er Jahre. Sie wurde am 23. November 1968 in Den Haag gegründet.

## Bandgeschichte
Earth & Fire wurden in ihrer Heimat 1970 mit der Single Seasons bekannt, einem Titel, den der Sänger und Gitarrist der Band Golden Earring, George Kooymans, komponiert hatte. Im selben Jahr landete die Band mit Ruby Is the One und Wild and Exciting weitere Hits in den Niederlanden.
Ab 1971 entwickelten Earth & Fire ihren musikalischen Stil vom Rock mit Anklängen an Jefferson Airplane zunehmend in Richtung von Mellotron-lastigem Symphonic/Progressive Rock. Im Jahr darauf erreichte die Band mit Memories erstmals Platz 1 der niederländischen Hitparade; in Deutschland hatten sie mit diesem Titel ihre erste Chartplatzierung, verfehlten aber knapp die Top 30.
Ihren einzigen internationalen Hit veröffentlichte die Band Ende 1979 mit der Single Weekend, mit der sie im Mai 1980 auch vier Wochen die Spitze der deutschen Charts belegte. Der Sound der Band war mit den Jahren poppiger geworden, die Rockelemente traten in den Hintergrund.
Tragende Kräfte der Band waren Sängerin Jerney Kaagman und die Zwillingsbrüder Gerard und Chris Koerts. Die anderen Bandmitglieder wechselten im Lauf der Zeit. Nachdem Chris Koerts schon im November 1979 die Band verlassen hatte, fielen Earth & Fire 1983 auseinander. In neuer Besetzung folgten 1987 eine Comeback-Tournee und 1989 ein letztes Album.
Die erste LP Earth & Fire erschien in den Niederlanden wie ein Streichholzheft aufgebaut, im sogenannten „Matchboxcover“. Die von dem Künstler Roger Dean gestaltete britische Variante zeigt das Wurzelwerk eines großen Baumes, durch das an einigen Stellen die mit dem glühenden Erdinneren bedruckte Innenhülle durchscheint. Zieht man die Innenhülle heraus, wird eine Frau sichtbar, die sich auf einem glühenden Strand räkelt.

## Diskografie

### Alben
| Jahr | Titel                         | Höchstplatzierung, Gesamtwochen, AuszeichnungChartplatzierungen (Jahr, Titel, Platzierungen, Wochen, Auszeichnungen, Anmerkungen) | Höchstplatzierung, Gesamtwochen, AuszeichnungChartplatzierungen (Jahr, Titel, Platzierungen, Wochen, Auszeichnungen, Anmerkungen) | Höchstplatzierung, Gesamtwochen, AuszeichnungChartplatzierungen (Jahr, Titel, Platzierungen, Wochen, Auszeichnungen, Anmerkungen) | Höchstplatzierung, Gesamtwochen, AuszeichnungChartplatzierungen (Jahr, Titel, Platzierungen, Wochen, Auszeichnungen, Anmerkungen) | Anmerkungen                            |
| Jahr | Titel                         | DE | AT | CH | NL | Anmerkungen                            |
| ---- | ----------------------------- | --- | --- | --- | --- | -------------------------------------- |
| 1971 | Song of the Marching Children | — | — | — | NL8 (3 Wo.)NL |                                        |
| 1973 | Atlantis                      | — | — | — | NL4 (5 Wo.)NL |                                        |
| 1975 | To the World of the Future    | — | — | — | NL6 (7 Wo.)NL |                                        |
| 1977 | Gate to Infinity              | — | — | — | NL13 (5 Wo.)NL |                                        |
| 1979 | Reality Fills Fantasy         | DE25 (19 Wo.)DE | — | — | NL3 Platin · (25 Wo.)NL | Charteintritt in Deutschland erst 1980 |
| 1981 | Andromeda Girl                | — | — | — | NL6 (9 Wo.)NL |                                        |
| 1982 | In a State of Flux            | — | — | — | NL32 (2 Wo.)NL |                                        |

grau schraffiert: keine Chartdaten aus diesem Jahr verfügbar
Weitere Alben
- 1970: Earth & Fire
- 1988: Frames (als Earth and Fire Orchestra)
- 1989: Phoenix
- 1995: Escape (als Earth and Fire Orchestra)

### Kompilationen
| Jahr | Titel                                          | Höchstplatzierung, Gesamtwochen, AuszeichnungChartplatzierungen (Jahr, Titel, Platzierungen, Wochen, Auszeichnungen, Anmerkungen) | Höchstplatzierung, Gesamtwochen, AuszeichnungChartplatzierungen (Jahr, Titel, Platzierungen, Wochen, Auszeichnungen, Anmerkungen) | Höchstplatzierung, Gesamtwochen, AuszeichnungChartplatzierungen (Jahr, Titel, Platzierungen, Wochen, Auszeichnungen, Anmerkungen) | Höchstplatzierung, Gesamtwochen, AuszeichnungChartplatzierungen (Jahr, Titel, Platzierungen, Wochen, Auszeichnungen, Anmerkungen) | Anmerkungen                                          |
| Jahr | Titel                                          | DE | AT | CH | NL | Anmerkungen                                          |
| ---- | ---------------------------------------------- | --- | --- | --- | --- | ---------------------------------------------------- |
| 1980 | Greatest Hits                                  | — | — | — | NL9 (18 Wo.)NL | Erstveröffentlichung: April 1980                     |
| 2015 | The Golden Years of Dutch Pop Music: A&B Sides | — | — | — | NL80 (3 Wo.)NL | Erstveröffentlichung: 27. März Doppelalbum           |
| 2017 | Memories: Complete Album Collection            | — | — | — | NL13 (3 Wo.)NL | Erstveröffentlichung: 3. Februar 2017 Box mit 10 CDs |

grau schraffiert: keine Chartdaten aus diesem Jahr verfügbar
Weitere Kompilationen
- 1972: Superstarshine Vol. 2 (VÖ: August)
- 1975: Rock Sensation
- 1975: The Best of Earth & Fire
- 1976: The Story of Earth & Fire
- 1979: The Best of Earth & Fire
- 1988: The Very Best of Earth & Fire
- 1991: The Very Best Of
- 1993: The Collection (2 CDs)
- 1995: Earth & Fire
- 1995: The Singles
- 1999: Wild and Exciting
- 2001: The Universal Masters Collection
- 2003: The Ultimate Collection (3 CDs)
- 2007: The Very Best Of (2 CDs)

### Singles
| Jahr | Titel Album                                     | Höchstplatzierung, Gesamtwochen/‑monate, AuszeichnungChartplatzierungen (Jahr, Titel, Album, Platzierungen, Wochen/Monate, Auszeichnungen, Anmerkungen) | Höchstplatzierung, Gesamtwochen/‑monate, AuszeichnungChartplatzierungen (Jahr, Titel, Album, Platzierungen, Wochen/Monate, Auszeichnungen, Anmerkungen) | Höchstplatzierung, Gesamtwochen/‑monate, AuszeichnungChartplatzierungen (Jahr, Titel, Album, Platzierungen, Wochen/Monate, Auszeichnungen, Anmerkungen) | Höchstplatzierung, Gesamtwochen/‑monate, AuszeichnungChartplatzierungen (Jahr, Titel, Album, Platzierungen, Wochen/Monate, Auszeichnungen, Anmerkungen) | Anmerkungen                                                        |
| Jahr | Titel Album                                     | DE | AT | CH | NL | Anmerkungen                                                        |
| ---- | ----------------------------------------------- | --- | --- | --- | --- | ------------------------------------------------------------------ |
| 1970 | Seasons Earth And Fire                          | — | — | — | NL2 (14 Wo.)NL | Erstveröffentlichung: 1969                                         |
| 1970 | Ruby Is the One Earth And Fire                  | — | — | — | NL4 (10 Wo.)NL |                                                                    |
| 1970 | Wild and Exciting Earth And Fire                | — | — | — | NL5 (9 Wo.)NL |                                                                    |
| 1971 | Invitation –                                    | — | — | — | NL5 (7 Wo.)NL |                                                                    |
| 1971 | Storm and Thunder Song Of The Marching Children | — | — | — | NL6 (10 Wo.)NL |                                                                    |
| 1972 | Memories –                                      | DE31 (10 Wo.)DE | — | — | NL1 (14 Wo.)NL |                                                                    |
| 1973 | Maybe Tomorrow, Maybe Tonight Atlantis          | DE44 (1 Wo.)DE | — | — | NL3 (11 Wo.)NL |                                                                    |
| 1974 | Love of Life To The World Of The Future         | — | — | — | NL2 (10 Wo.)NL |                                                                    |
| 1975 | Only Time Will Tell To The World Of The Future  | — | — | — | NL12 (6 Wo.)NL |                                                                    |
| 1975 | Thanks for the Love –                           | — | — | — | NL8 (6 Wo.)NL |                                                                    |
| 1976 | What Difference Does it Make –                  | — | — | — | NL12 (7 Wo.)NL |                                                                    |
| 1977 | 78th Avenue Gate To Infinity                    | — | — | — | NL18 (6 Wo.)NL |                                                                    |
| 1979 | Weekend Reality Fills Fantasy                   | DE1 (29 Wo.)DE | AT14 (1 Mt.)AT | CH1 (14 Wo.)CH | NL1 Platin · (13 Wo.)NL | Charteintritt in Deutschland, Österreich und der Schweiz erst 1980 |
| 1980 | Fire of Love Reality Fills Fantasy              | DE29 (14 Wo.)DE | — | — | NL23 (5 Wo.)NL |                                                                    |
| 1981 | Dream Andromeda Girl                            | — | — | — | NL27 (5 Wo.)NL |                                                                    |
| 1982 | Twenty Four Hours In A State Of Flux            | DE72 (1 Wo.)DE | — | — | NL13 (7 Wo.)NL | Charteintritt in Deutschland erst 1983                             |
| 1983 | Jack Is Back In A State Of Flux                 | — | — | — | NL29 (3 Wo.)NL |                                                                    |
| 1983 | The Two of Us In A State Of Flux                | — | — | — | NL32 (3 Wo.)NL |                                                                    |

grau schraffiert: keine Chartdaten aus diesem Jahr verfügbar
Weitere Singles
- 1981: Tell Me Why
- 1982: Love Is an Ocean
- 1988: Weekend Remix ’88
- 1989: French Word for Love
- 1989: Keep on Missing You
- 1990: Good Enough